# Національна партія (Замбія)
Національна партія (англ. National Party) — політична партія Замбії, що була заснована у серпні 1993 році групою політиків, що залишили лави Руху за багатопартійну демократію.